# Marino Legovič
Marino Legovič, slovenski klaviaturist, skladatelj, glasbeni producent in aranžer, * 4. november 1958.
Marino Legovič je primorski klaviaturist, skladatelj in producent. Kot inštrumentalist in skladatelj je sodeloval z mnogimi domačimi izvajalci.

## Kariera

### Inštrumentalist
Legovič je obiskoval glasbeno šolo, študij klavirja in glasbene teorije je nadaljeval še v srednji šoli in dokončal znanstveno - kompozicijsko smer na Akademiji za glasbo v Ljubljani.
Med letoma 1973 in 1975 je Legovič igral pri najstniški skupini "Apeiron", nadaljeval je pri mednarodni zasedbi "Ansambel 69", na prelomu 70. in 80. let pa je bil član skupine "Platana". V vlogi aranžerja se je Legovič prvič preizkusil pri skupini "Magma", katere član je bil med letoma 1981 in 1983.
Leta 1984 ga je Danilo Kocjančič povabil v takrat novo ustanovljeno glasbeno skupino Bazar. Z njo je Legovič trikrat zmagal na Melodijah morja in sonca in posnel dva albuma: Bazar (1986) in Amerika (1990). Leta 1992 je skupina razpadla, Legovič pa je postal član rock skupine "Graffiti", ki je delovala med letoma 1981 in 1996. Leta 1996 se je pridružil skupini "Night jump", leto kasneje pa se je na novo formirala legendarna skupina Karamela in Legovič je postal njen član. Leta 2002 je postal član skupine "Oni tulijo", ki je preigravala tako avtorsko glasbo kot rock uspešnice, leta 2009 pa se je pridružil primorskim glasbenim legendam v zasedbi "Primorske legende".
Leta 2013 je s Tuliom Furlaničem ustanovil duet "Rock the Pop", ki izvaja uspešnice 60., 70. in 80. let in popevke, ki so zaznamovale tako Legoviča kot Furlaniča.

### Skladatelj
Kot skladatelj je Legovič že leta 1996 zmagal na Melodijah morja in sonca, ko je njegovo skladbo "Lahko noč, Piran" zapela Anika Horvat.
Na Slovenski popevki je prvič sodeloval leta 1999; "Mojo zvezdo" je izvedla Lara Baruca, nagrajena kot najboljša debitantka. Naslednje leto se je predstavil s skladbo "Nocoj joče neko srce", za katero je besedilo napisala Miša Čermak, izvajalci pa so bili Tulio Furlanič in skupina "Yesterday".
Spet je tekmoval leta 2002 - s skladbama "Človek" in "Ljubi me naskrivaj", ki jo je ponovno zapel Tulio Furlanič. Tudi leta 2003 je bil ednini skladatelj z dvema pesmima; z "Ustvari me" se je predstavila Irena Vrčkovnik, ki je prejela nagrado za najboljšo izvajalko. "Vsega je preveč" pa je izvedla uspešna debitantka Ylenia Zobec, ki je v naslednjih letih zapela še nekaj njegovih pesmi.
Leti 2004 in 2005 sta bili za Legoviča najbolj uspešni na Slovenski popevki; obakrat je dobil nagrado strokovne žirije; za obe skladbi je besedilo napisala Damjana Kenda Hussu in obe, "Samo" ter "Ne razumem" je zapela vse boljša in vse popularnejša Ylenia Zlobec.
Leta 2006 je bil njegov interpret spet Tulio Furlanič ("Okoli mene vse si ti"). Naslednje leto je poskušal znova uspeti skupaj z Damjano Kenda Hussu in z Ylenio, a je njena skladba "Ne računaj name" prinesla nagrado za najboljše besedilo sodelavki Damjani in ne njemu.
Tudi leta 2008 je bil edini skladatelj na prireditvi, ki je konkuriral z dvema pesmima; "Se tudi tebi to dogaja?" je zapela Aleksandra Cavnik, "Morje in nebo" pa Tina Gačnik - Tiana, ki je dobila nagrado za najbolj perspektivnega izvajalca.
Leta 2010 je Legovič zmagal na EMI s skladbo "Narodnozabavni rock", ki so jo izvedli Ansambel Roka Žlindre in Kalamari, a se na Evroviziji niso uspeli uvrstiti v finale, na Slovenski popevki pa je sodeloval s skladbo "Poslušaj občutke" na besedilo Igorja Pirkoviča in v izvedbi Vlada Pilje. Naslednjega leta je na Popevki tekmoval s skladbo "In situ"; besedilo je napisala Damjana Kenda Hussu, skladbo pa je zapela Anika Horvat, ki je dobila nagrado za najboljšo izvedbo .

## Diskografija

### Solo
- Zate... uspešnice Marina Legoviča (2000)

### S skupino Bazar
- Bazar (1986)
- Amerika (1990)
- Kompilacija 84-92 (1998)

### S skupino Karamela
- Najlepša so jutra (1998)

### Ostalo
- Anika Horvat – Nisem premlada (1993)
- Deja Mušič – Luna (1994)
- Danilo Kocjančič – Danilo & Friends - Največji uspehi (1995)
- Anika Horvat – Lahko noč, Piran (1996)
- Kameleoni – Za vse generacije (1996)
- Tinkara Kovač – Ne odhaja poletje (1997)
- Platana – Rokava (1997)
- Lara-B – Hudič izgublja moč (1998)
- Irena Vrčkovnik – Med nebom in menoj (1998)
- Potujoči škrat – Potujoči škrat (1998)
- Babilon – Ups (1999)
- Tinkara Kovač – Košček neba (1999)
- Jan Plestenjak – Amore mio (1982)
- TV Poper – Alora pridem več k'snu (1999)
- Faraoni – Kar tako (1999)
- Majda Arh – Poišči me (2000)
- Tulio Furlanič – Brez rdeče niti (2000)
- Slavko Ivančić – Črta (2000)
- Matjaž Jelen – 100x lažje (2001)
- Skupina Plima – Ponesi me (2001)
- Ferry Horvart – Jesen je (2002)
- Različni – Mi navijamo za Slovenijo (2002)
- Različni – Pop - rock brez drog (2002)
- Johnny Bravo Band – Leta letijo v pravo smer (2002)
- Monika Pučelj – Mi paše (2002)
- Polona Furlan – Mozaik (2003)
- Slavko Ivančić – Moja ljubezen (2003)
- Tinkara Kovač – Enigma (2004)
- Ylenia Zobec – Živim (2005)
- Mef in Narodnoosvobodilni band – Svoboda (2005)
- Tinkara Kovač – aQa (2007)
- Slavko Ivančić – Preberi me (2008)
- Tinkara Kovač – The best of (2009)
- Tina Gačnik - Tiana – Nežno, piano in legato (2009)
- Kalamari – Narodnozabavni rock (2010)
- Mef & Narodnoosvobodilnibend – Najboljša leta (2013)

## Sodelovanja na festivalih (kot avtor glasbe)

### Slovenska popevka
| Leto | Izvajalec                  | Pesem                   | Avtor besedila / aranžmaja           | Mesto | Nagrade strokovne žirije              |
| ---- | -------------------------- | ----------------------- | ------------------------------------ | ----- | ------------------------------------- |
| 1999 | Lara Baruca                | Moja zvezda             | Lara Baruca / Marino Legovič         |       |                                       |
| 2000 | Tulio Furlanič & Yesterday | Nocoj joče neko srce    | Miša Čermak / Legovič                |       |                                       |
| 2002 | Malala (Tina Kovačič)      | Človek                  | Čermak / Legovič                     |       |                                       |
| 2002 | Tulio Furlanič             | Ljubi me naskrivaj      | Damjana Kenda Hussu / Legovič        |       |                                       |
| 2003 | Ylenia Zobec               | Vsega je preveč         | Drago Mislej - Mef / Igor Lunder     |       |                                       |
| 2003 | Irena Vrčkovnik            | Ustvari me              | Kenda Hussu / Legovič                |       |                                       |
| 2004 | Ylenia Zobec               | Samo                    | Kenda Hussu / Patrik Greblo, Legovič |       | Nagrada za najboljšo skladbo v celoti |
| 2005 | Ylenia                     | Ne razumem              | Kenda Hussu / Legovič, Greblo        | 7.    | Nagrada za najboljšo skladbo v celoti |
| 2005 | Nova pot                   | Ne                      | Kenda Hussu / Aleš Avbelj            | 14.   |                                       |
| 2006 | Tulio Furlanič             | Okoli mene vse si ti    | Kenda Hussu / Lojze Krajnčan         |       |                                       |
| 2007 | Ylenia                     | Ne računaj name         | Kenda Hussu / Grega Forjanič         | 10.   |                                       |
| 2008 | Aleksandra Cavnik          | Se tudi tebi to dogaja? | Kenda Hussu / Forjanič               | 7.    |                                       |
| 2008 | Tina Gačnik - Tiana        | Morje in nebo           | Leon Oblak / Jaka Pucihar, Legovič   | 3.    |                                       |
| 2009 | Anika Horvat               | In situ                 | Kenda Hussu / Forjanič               | 8.    |                                       |
| 2010 | Vlado Pilja                | Poslušaj občutke        | Igor Pirkovič / Krajnčan             | 11.   |                                       |
| 2014 | Irena Vrčkovnik            | Zračiš moj zrak         | Oblak / Avbelj                       | 10.   |                                       |
| 2014 | Steffy                     | Poseben lik             | Pirkovič / Pucihar                   | 8.    |                                       |

### Melodije morja in sonca
| Leto | Izvajalec                   | Pesem                    | Avtor besedila / aranžmaja            | Mesto  | Nagrade                              |
| ---- | --------------------------- | ------------------------ | ------------------------------------- | ------ | ------------------------------------ |
| 1989 | Casino                      | Poljubi me još jedan put | Slavko Ivančić /                      |        |                                      |
| 1995 | Anika Horvat                | Plima                    | Drago Mislej / Marino Legovič         | 2.     |                                      |
| 1996 | Anika                       | Lahko noč, Piran         | Mislej / Legovič                      | 1.     | 1. nagrada občinstva                 |
| 1997 | Anika in Portoroški zbor    | To je vse, kar imam      | Mislej / Legovič                      |        |                                      |
| 1998 | Alenka Godec & Davor Petraš | Če se bojiš neba         | Mislej / Legovič                      |        | Nagrada žirije za najboljši aranžma  |
| 1999 | Tulio Furlanič              | Ko samota boli           | Dušan Urbanc / Legovič                |        |                                      |
| 1999 | Jan Plestenjak              | Rad bi bil spet tvoj     | Janez Zmazek / Legovič                |        |                                      |
| 2000 | Matjaž Jelen                | Odkar si šla             | Damjana Kenda Hussu / Legovič         |        |                                      |
| 2003 | Skupina Plima               | Diana                    | Kenda Hussu / Legovič                 |        |                                      |
| 2003 | Johnny Bravo Band           | Jaz stvar obvladam       | Leon Oblak / Legovič                  |        |                                      |
| 2004 | Ylenia Zobec                | Ne, ne bom               | Kenda Hussu / Legovič                 |        |                                      |
| 2004 | Malibu                      | Moj raj                  | Kenda Hussu / Legovič                 |        |                                      |
| 2005 | Steffy                      | Narisano srce            | Kenda Hussu / Legovič                 | 11. pf |                                      |
| 2006 | Steffy                      | Prav zdaj                | Kenda Hussu / Legovič                 |        |                                      |
| 2007 | Steffy & Donald Trumpet     | Priznaj                  | Kenda Hussu / Legovič, Donald Trumpet | 11.    | Nagrada žirije za najboljšo priredbo |
| 2012 | Irena Vrčkovnik             | Il tempo passato         | Oblak / Legovič                       | 3.     |                                      |
| 2013 | Darja Švajger               | Nekaj, kar ne mine       | Oblak / Legovič                       | 12.    |                                      |
| 2014 | Nuša Derenda                | Blues in vino            | Igor Pirkovič / Legovič               | 2.     |                                      |
| 2015 | Klepač in Gustinčič KinG    | Malo za hec, malo zares  | Oblak / Legovič                       | 2.     |                                      |
| 2015 | Tulio Furlanič              | Bloody Mary              | Kenda Hussu / Legovič                 | 14.    |                                      |

### Otroški in najstniški MMS
| Leto | Izvajalec           | Pesem           | Avtor besedila / aranžmaja |
| ---- | ------------------- | --------------- | -------------------------- |
| 1999 | Štefica Stipančević | Pusti me leteti | Z. Kjuman / Legovič        |
| 2000 | Štefica Stipančevič | Nasmeh          | Kjurman / Legovič          |
| 2001 | Štefica Stipančević | Ti si moj       | Drago Mislej / Legovič     |

### EMA
Avtor vseh aranžmajev je Marino Legovič (pri Zadel si me v živo skupaj z donald TrumpeT).
| Leto | Izvajalec                        | Pesem               | Avtor besedila      | Mesto |
| ---- | -------------------------------- | ------------------- | ------------------- | ----- |
| 1999 | Tinkara Kovač                    | Zakaj               | Drago Mislej        | 2.    |
| 2002 | Polona                           | Oblaki              | Damjana Kenda Hussu | 2./4. |
| 2003 | Tulio Furlanič & Alenka Pinterič | Zlata šestdeseta    | Kenda Hussu         | 7.    |
| 2004 | Tulio Furlanič                   | O, ženske, ženske!  | Kenda Hussu         | 8.    |
| 2004 | Ylenia Zobec                     | Tvoj glas           | Kenda Hussu         | 7.    |
| 2005 | Anika Horvat                     | Kje si              | Kenda Hussu         | 12.   |
| 2006 | Ylenia Zobec                     | Hokus pokus         | Kenda Hussu         | 7.    |
| 2007 | Steffy & donald TrumpeT          | Zadel si me v živo  | Kenda Hussu         | 10.   |
| 2008 | Ylenia                           | Našel si me         | Kenda Hussu         | 6. pf |
| 2010 | Ansambel Roka Žlindre & Kalamari | Narodnozabavni rock | Leon Oblak          | 1.    |
| 2010 | Vlado Pilja                      | Tudi fantje jočejo  | Igor Pirkovič       | 11.   |

### Vesela jesen/Festival narečnih popevk
| Leto | Izvajalec | Pesem                 | Avtor besedila / aranžmaja   | Mesto | Nagrade              |
| ---- | --------- | --------------------- | ---------------------------- | ----- | -------------------- |
| 1987 | Bazar     | Fehtarji              | Drago Mislej / Jani Golob    | 3.    | 3. nagrada občinstva |
| 2011 | Tiana     | Nej me Suoča adplakne | Leon Oblak / Gregor Forjanič | 5.    |                      |

### Hit festival
| Leto | Izvajalec    | Pesem        | Avtor besedila / aranžmaja           | Mesto | Nagrade              |
| ---- | ------------ | ------------ | ------------------------------------ | ----- | -------------------- |
| 2000 | Matjaž Jelen | Po pisku ... | Damjana Kenda Hussu / Marino Legovič |       |                      |
| 2004 | Ylenia       | Živim        | Kenda Hussu / Legovič                | 3.    | 1. nagrada za glasbo |

Na Hit festivalu 2001 je prejel nagrado za najboljšo priredbo za skladbo Mister poželenja (Alya).